# Histoire du Los Angeles Police Department

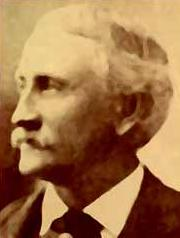
George E. Gard, 4e chef du LAPD, de 1880 à 1881.

L'histoire du Los Angeles Police Department (LAPD), la police municipale de la ville de Los Angeles (Californie), démarre lors de sa création en 1869. Ce service de police devient depuis la troisième plus grande agence d'application de la loi aux États-Unis. Il a été impliqué dans divers événements de l'histoire, comme l'affaire du Dahlia noir et le tristement célèbre scandale Rampart.

## L'histoire des débuts
Pendant la ruée vers l'or en Californie, Los Angeles est connue pour sa violence, ses jeux d'argent et son vice, mais aussi pour l'absence d'une application efficace de la loi civile. Elle a la réputation d'avoir le taux de meurtre le plus élevé des États-Unis à l'époque et la campagne est infestée de bandits. La plupart des hommes s'arment de pistolets et de couteaux et le lynchage est souvent la méthode utilisée pour se débarrasser des contrevenants, les tribunaux étant peu nombreux et inefficaces. La première force de police spécifique de Los Angeles est fondée en 1853 sous le nom de Los Angeles Rangers, une compagnie de miliciens volontaires de l'État de Californie qui aide le shérif du comté à faire respecter la loi, jusqu'à sa dissolution en 1857.

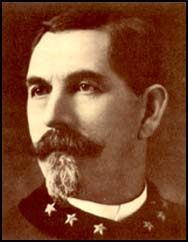
John M. Glass, chef du LAPD de 1889 à 1900.

Les Rangers sont complétés, à partir de 1853, par les Los Angeles Guards, une compagnie locale de miliciens volontaires de l'État de Californie qui dure jusqu'en 1880 et par les Los Angeles City Guards (1855-1861).
La première force de police rémunérée est créée en 1869, lorsque six officiers sont engagés pour servir sous les ordres de William C. Warren (en), le second marshal de la ville. Warren est abattu par un de ses adjoints, Joe Dye (en), en 1870 lors d'une querelle pour une récompense. Pour remplacer Warren, le Conseil des commissaires de police, nouvellement créé, choisit Jacob F. Gerkens. Ce dernier est remplacé, au bout d'un an, par le propriétaire de saloon Emil Harris, le deuxième des quinze chefs de police, de 1876 à 1889.
Le premier chef à rester en fonction durablement est John M. Glass ; nommé en 1889, il sert pendant onze ans et est l'élément moteur d'un professionnalisme accru au sein de la force. En 1900, le LAPD compte 70 officiers, un pour 1 500 personnes ; en 1903, avec le début du service civil, cette force est portée à 200, bien que la formation n'ait été introduite qu'en 1916. Le remplacement rapide des chefs du LAPD recommence dans les années 1900, alors que le bureau devient de plus en plus politisé ; de 1900 à 1923, il y a seize chefs différents. Le plus ancien est Charles E. Sebastian, qui sert de 1911 à 1915 avant de devenir maire de Los Angeles.
En 1910, le département promeut Alice Stebbins Wells, la première policière assermentée ayant les pleins pouvoirs aux États-Unis. En 1916, Georgia Ann Robinson devient la première Afro-américaine assermentée dans la police des États-Unis et la première officier de police au LAPD.

## Guerres mondiales
Pendant la Première Guerre mondiale, le département est impliqué dans des infractions fédérales et une grande partie du service de police est organisée en une Garde nationale spéciale. Dans la période d'après-guerre, le département devient très corrompu, de même qu'une grande partie du gouvernement municipal. Cela dure jusqu'à la fin des années 1930. Deux chefs de police travaillent dans le cadre d'un mandat de lutte contre la corruption et de réforme. August Vollmer jette les bases d'améliorations futures, mais il ne sert qu'une seule année. James E. Davis reprend le poste du 1er avril 1926 au 29 décembre 1929 et du 10 août 1933 au 18 novembre 1938.
Au cours de son premier mandat, il licencie près d'un cinquième des forces de police pour mauvaise conduite et institue une formation étendue sur les armes à feu ainsi que le système de filet de police (en). Au cours de son second mandat, Davis met en place une « escouade rouge » (en anglais : Red Squad) pour attaquer les communistes et leurs bureaux.
Avec le remplacement du maire, Frank L. Shaw, en 1938, la ville est reprise par un maire réformiste, Fletcher Bowron. Il contraint des dizaines de commissaires municipaux à partir, ainsi que plus de 45 officiers du LAPD. Bowron nomme également le premier afro-Américain et la première femme à la Commission de la police. Le modernisateur Arthur C. Hohmann (en) est nommé chef en 1939 et démissionne en 1940, après une grève à l'usine North American Aviation d'Inglewood, au cours de laquelle il refuse d'utiliser le LAPD comme briseur de grève.
Pendant la Seconde Guerre mondiale, sous la direction du chef de la police, Clemence B. Horrall, les effectifs sont fortement réduits par les exigences des forces armées ; les nouvelles recrues ne reçoivent que six semaines d'entraînement, contre douze semaines auparavant. Malgré les tentatives de maintenir les effectifs, la police ne peut guère faire grand-chose pour contrôler les émeutes de Zoot Suit, en 1943. Le personnel d'urgence de la guerre reçoit pour désignation « WE » (pour War Emergency) avec leur numéro de badge pour les distinguer des autres officiers.
Parmi les cas les plus notoires du département des années Horrall, on peut citer le meurtre d'Elizabeth Short, connue sous le nom d'« affaire du Dahlia noir », le 15 janvier 1947.
Horrall et le chef adjoint Joe Reed démissionnent en 1949 sous la menace d'une enquête du grand jury, liée au scandale Brenda Allen. Plusieurs des actions les plus durables de Horrall et Reed, entre autres, ont été d'approuver une émission de radio sur le LAPD, intitulée Dragnet, la même année, avec Jack Webb en vedette du programme. La fondation, en 1946, du  Gangster Squad, une unité secrète du LAPD, vise à empêcher dans la ville, la menace croissante de la mafia de la côte est et du crime organisé, dirigé par la famille de Los Angeles.

## Professionnalisme

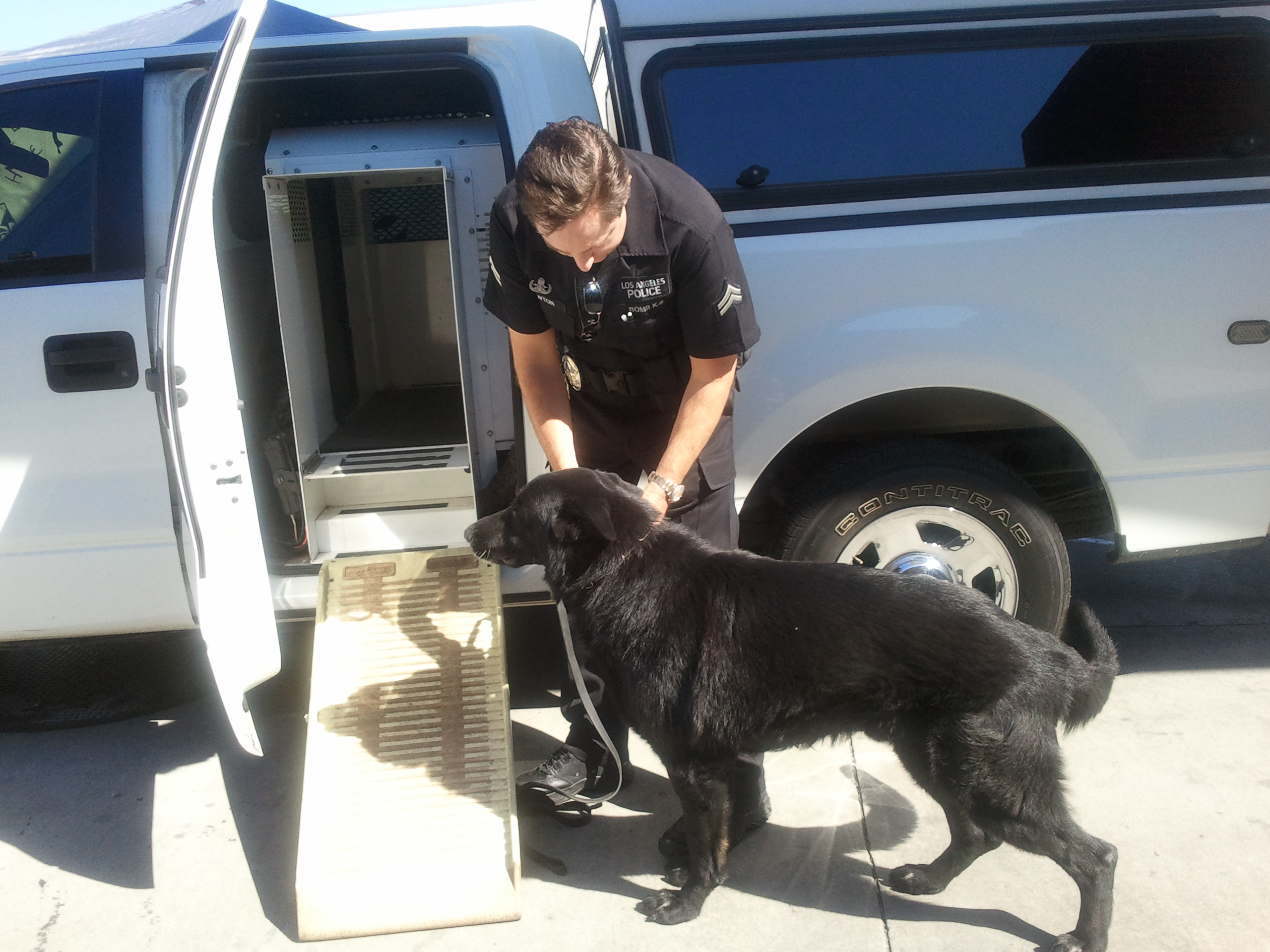
Un maître-chien du LAPD.

Clemence B. Horrall est remplacé par un général des Marines à la retraite, William A. Worton (en), qui assure l'intérim jusqu'en 1950, date à laquelle William H. Parker est choisi en étroite concurrence avec Thad F. Brown. Parker prône le professionnalisme de la police et son autonomie par rapport à l'administration civile, notamment en ce qui concerne les affaires intérieures. Le scandale du Bloody Christmas (1951) conduit à des appels à la responsabilité civile et à la fin de la brutalité policière dans la ville elle-même. Parker sert jusqu'à sa mort, en 1966, des suites d'une crise cardiaque, la plus longue période en fonction de tous les chefs du LAPD. La devise « To Protect and to Serve » (« Protéger et servir »), est introduite en 1955. Durant cette période, la police de Los Angeles établit les normes de professionnalisme dont les séries télévisées contemporaines Dragnet et Auto-patrouille se font l'écho. Le plus grave défi de cette période est les émeutes de Watts, en août 1965, à la suite des accusations de mauvais traitements et de brutalité policière envers les communautés minoritaires par la ville et le LAPD. Durant six jours, des bâtiments et des entreprises sont pillés et incendiés et des tirs embusqués ont également lieu avant que la Garde nationale de l'armée californienne (en) ne soit déployée pour aider le LAPD, débordé, à rétablir l'ordre. Plus de 34 personnes sont mortes lors des émeutes de Watts et 40 millions de dollars de dégâts sont causés, alors que près de 1 000 bâtiments sont endommagés ou détruits. La plupart des dommages se limitent aux entreprises appartenant à des Blancs qui auraient causé du ressentiment dans le quartier en raison de l'injustice perçue.

## Edward M. Davis
Thad F. Brown (en) succède à William H. Parker, en 1966, suivi de Thomas Reddin (en), en 1967. Après un mandat intérimaire du chef Roger E. Murdock (en), Edward M. Davis devient le chef du LAPD, en  1969. Le chef Davis introduit un certain nombre de programmes modernes destinés à la police de proximité mais aussi la création d'unités spéciales pour le contrôle des gangs de rue. Il prend sa retraite en 1978.

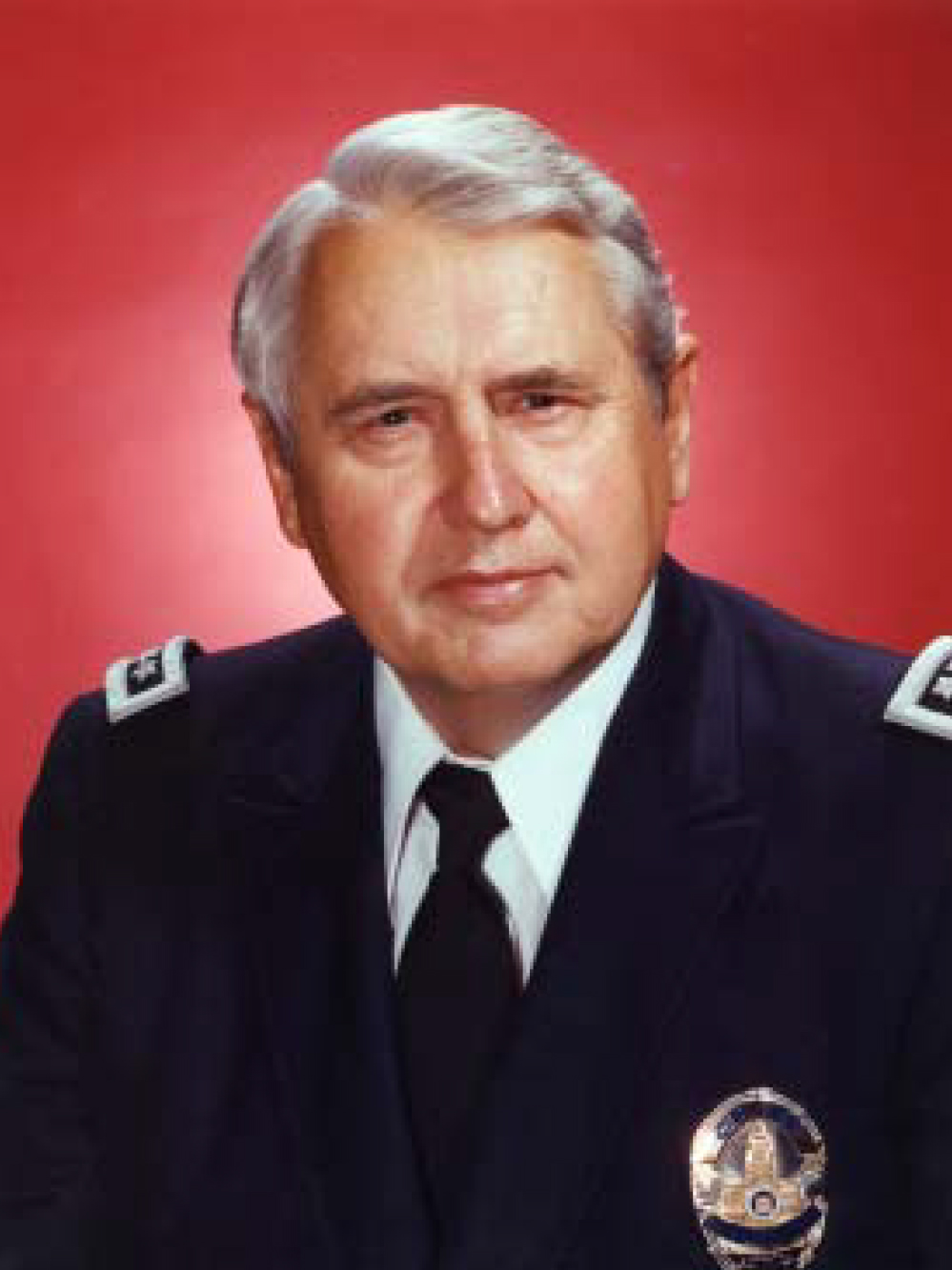
Edward M. Davis.

Les unités de contrôle des gangs de rue sont structurées par le chef adjoint Louis Sporrer, qui commande le bureau des opérations sud, qui est le quartier général des divisions de police du centre-sud de Los Angeles. En 1972, les gangs de rue deviennent un problème croissant et sont initialement constitués des structures de gang les plus connues des Crips et des Bloods. Une unité de renseignement sur les gangs est créée dans la 77e rue, dirigée par le sergent Robert Michael. Une équipe en uniforme est mise en place et reçoit l'acronyme « TRASH » (pour Total Resources Against Street Hoodlums), dirigée par le sergent Beno Hernandez. C'est à partir de ce moment que le terme flatteur de « gang » est abandonné et que le terme de « voyous » est adopté.
Les services de renseignement indiquent que chaque gang a un chef, quelques associés proches et des connaissances qui le suivent et, lorsque le chef est éliminé par son arrestation et détention, la criminalité dans la zone de contrôle du groupe diminue considérablement. Cependant, lorsque le chef revient, la criminalité revient, elle aussi, à son niveau antérieur. Pour faire face à ce phénomène et pour permettre aux tribunaux de mieux comprendre à qui ils ont affaire, un groupe de travail conjoint, composé de représentants de la police, de la probation, des libérations conditionnelles, des écoles et d'autres organismes, forment une entité dont l'acronyme est « DDCP » (pour Disposition Data Coordination Project). Cette entité est hébergée au Bureau Sud, et coordonnée par le sergent Michael, des services de renseignement. Le DDCP consiste en une collecte d'informations de réputation dans la communauté, avant le prononcé de la sentence, autorisée par la loi californienne à être prise en compte par la Cour.

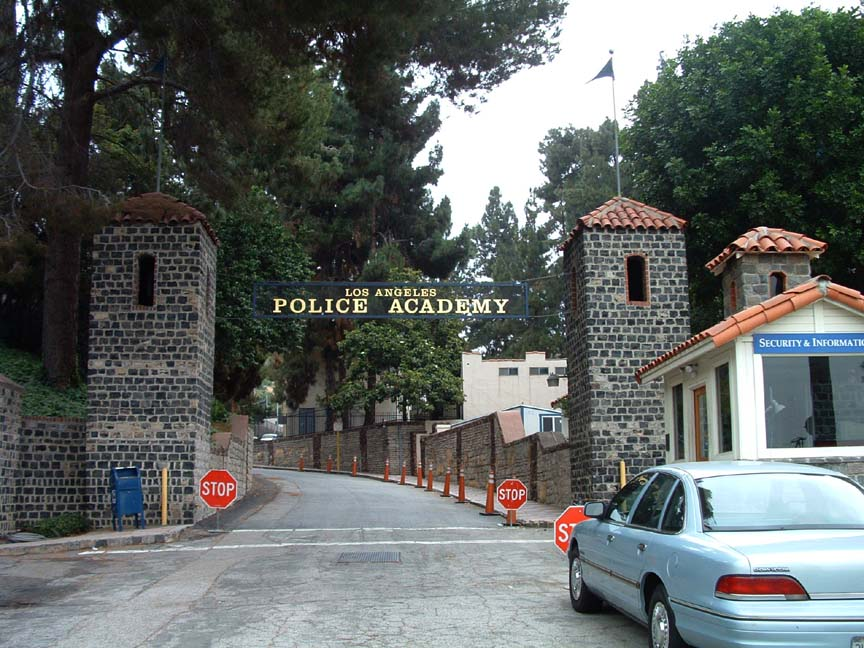
L'académie du Los Angeles Police Department à Elysian Park.

Le DDCP est un inventaire de sources que le tribunal peut prendre en compte dans sa décision de condamnation. Cependant, il est rapidement surnommé « dossier Alpha » par plusieurs avocats et l'Union américaine pour les libertés civiles (ACLU) engage des poursuites contre la ville de Los Angeles. Le projet DDCP est par la suite abandonné à la discrétion de la ville. À peu près au même moment, des militants commencent à se plaindre, en dehors de la zone de la ville et du Bureau Sud, soutenant que l'acronyme « TRASH » (« trash » signifie « déchet » en anglais) est humiliant pour les membres du groupe. Le chef Sporrer renomme alors les unités en « CRASH » (pour Community Resources Against Street Hoodlums). Elles restent opérationnelles comme elles l'étaient avant le changement de nom. Ces policiers spécialisés continuent aujourd'hui à exercer leur métier de la même manière qu'ils ont commencé en 1972, et toujours sous l'acronyme « CRASH ».
Pendant le mandat du chef Davis, le LAPD a également été le pionnier de méthodes et de procédures qui serviront plus tard de modèle au maintien de l'ordre moderne au sein des communautés américaines. Connu sous le nom de « Basic Car Plan » (une tactique de quadrillage des quartiers par des patrouilles véhiculées) ou « police en équipe », la procédure consiste à établir des liens solides avec la population par l'affectation et le déploiement permanents d'équipes d'officiers (patrouilles, détectives et superviseurs) dans des zones géographiques identifiées. Cela permet aux agents de développer une connaissance de la population et favorise une relation familière, la confiance et le respect de la part des populations à l'égard de ceux-ci.
Sous la direction de Davis, le LAPD et sa brigade des mœurs sont connus pour leur action policière active contre les homosexuels. Des officiers zélés, dirigés par le détective Lloyd Martin, auraient fait pendre deux jeunes au dessus d'une falaise pour essayer de leur faire révéler les noms de réseaux de pédophiles. Le 10 avril 1976, plus d'une centaine d'officiers, en présence de Davis, font une descente dans une « vente aux enchères d'esclaves homosexuels » et se vantent auprès des journalistes d'avoir libéré les esclaves. Des dizaines d'hommes sont arrêtés pour violation d'une loi anti-esclavage de 1899, mais cette descente coûteuse est critiquée par le conseil municipal et personne ne sera condamné,.

## 1978-2002

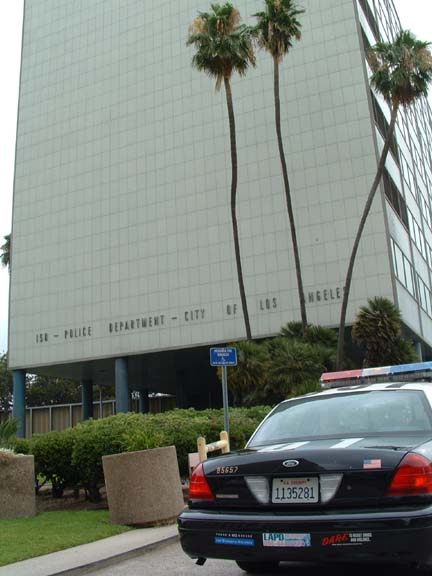
Le Parker Center, ancien quartier général du LAPD.

Le successeur d'Edward M. Davis, Daryl Gates, entre en fonction au moment où la proposition 13 réduit le budget du département, ramenant le nombre de policiers à moins de 7 000, en sept ans, au moment même où la criminalité liée à la drogue et aux gangs atteint des sommets sans précédent. Pour lutter contre la vague croissante de violences liées aux gangs, Gates lance l'opération Hammer, en 1987, qui se traduit par un nombre d'arrestations sans précédent, principalement de jeunes Noirs américains et des hispaniques. Gates prend sa retraite en 1992, juste après les émeutes de Los Angeles, d'avril et mai 1992, liées à la mort de Rodney King mais aussi le rapport préjudiciable de la Commission Christopher (en). Il est remplacé par Willie L. Williams (en), le cinquantième chef, et premier officier afro-américain à occuper cette fonction mais aussi le premier nommé ne provenant pas des rangs du LAPD, depuis près de quarante ans. En 1997, Williams est remplacé par Bernard Parks, qui durant son mandat, verra le LAPD secoué par le scandale de corruption de la division Rampart et du CRASH. En 1997, l'un des plus grands défis pour le LAPD et le SWAT du LAPD est la fusillade de North Hollywood, au cours de laquelle deux braqueurs de banque, armés de fusils automatiques et portant des gilets pare-balles abattent douze officiers et deux civils. Les suspects sont finalement vaincus par les unités du SWAT après une fusillade qui a duré près d'une heure.
En novembre 1997, le département fait quelque chose pour la première fois en quarante ans, en prenant en charge un autre service de police, la police de transit du Los Angeles County Metropolitan Transportation Authority (MTA). D'abord présentée comme un processus de fusion, cette opération devient un ballon politique, les membres du conseil municipal luttant contre le plan du maire « une ville, un service de police », vise à éliminer toutes les petites forces de police spécialisées (police des transports en commun, police des aéroports, police scolaire, Park Rangers). En fin de compte, seuls 130 des 200 agents de la police de transit du MTA, prévus à l'origine, rejoignent le LAPD, et à peu près le même nombre au LASD (Los Angeles Sheriff Department). Après moins de cinq ans, le MTA retire le LAPD, du contrat de police de transit qu'il avait établi avec le LAPD et le LASD, et le LASD se voit attribuer la totalité du contrat du MTA. En 2006, il ne reste plus que 96 de ces agents au sein du LAPD. En 2002, après une perte d'environ 1 700 agents, en deux ans, principalement au profit d'autres services de police de Californie du Sud et face à un taux d'homicides sans précédent, le maire Hahn demande au Conseil des commissaires de police de refuser la candidature de Parks pour un nouveau mandat de cinq ans. Parks fait appel au conseil municipal qui refuse de se saisir de sa cause. Dans un premier temps, Parks menace d'intenter un procès, mais en y réfléchissant, il envisage plutôt de se présenter au conseil municipal, dans un avenir proche. Parks quitte rapidement ses fonctions, plusieurs mois avant la fin de son mandat de cinq ans. L'ancien chef adjoint, Martin H. Pomeroy est choisi comme chef intérimaire, jusqu'à ce qu'un remplaçant permanent soit trouvé. Toujours en 2002, les électeurs de la ville adoptent la proposition Q-Citywide Public Safety Bond pour agrandir, rénover et remplacer les installations existantes de la police et des pompiers. Ce programme de 600 millions de dollars comprend le remplacement des postes de police de West Valley, Rampart, Hollenbeck et Harbor, la création d'un nouveau centre d'opérations d'urgence, le remplacement de la prison de Parker Center, la création d'un nouveau bureau d'opérations de Valley/Balley Traffic Division et celle de deux nouveaux postes de police de zone - le 20e (zone olympique) et le 21e (zone de Topanga).

## William Bratton

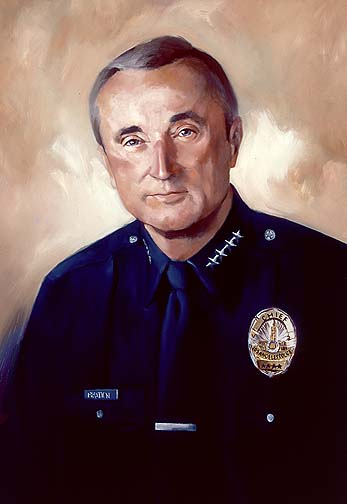
Le chef William Bratton.

Le chef William Bratton arrive au LAPD, après avoir été chef de la police de New York, de la police de transit de la ville de New York, de la police de Boston et de la police de transit du MBTA. Bratton  arrive d'une manière très différente de celle de son prédécesseur, le  chef Bernard Parks. Avant son arrivée, Bratton  demande à tous les capitaines et aux personnes de rang supérieur, de lui soumettre leur curriculum vitæ et leur biographie pour qu'il les prenne en considération dans sa nouvelle administration. Bratton se fixe comme objectifs initiaux de mettre pleinement en œuvre le décret de consentement fédéral (délaissé par l'administration Parks), de réduire considérablement la criminalité  et de créer un bureau antiterroriste de niveau mondial au sein du LAPD : pendant le mandat de Parks, un an après le 11 septembre, les agents n'ont toujours pas de formation ni d'équipement pour lutter contre les armes de destruction massive (ADM). Plus tard, Bratton ajoute à sa liste d'objectifs, le maintien de l'ordre, axé sur la communauté. En 2005, le LAPD commence à diffuser des mini-films, pleins d'action, en ligne et dans les salles de cinéma, pour promouvoir le recrutement. Ces films mettent en scène de vrais policiers de la police de Los Angeles et leur travail. Il prend sa retraite, en tant que chef du LAPD, le 31 octobre 2009, et devient le directeur général d'Altegrity Security Consulting, une société de sécurité privée, basée en Virginie.
Le 17 mai 2005, les électeurs de Los Angeles rejettent une proposition de loi (la Proposition A) qui aurait permis la fusion du LAPD et de la police de l'aéroport international de Los Angeles (LAX). L'argument contre cette disposition est que les agents de la police de l'aéroport avaient reçu une formation plus poussée en matière d'application de la loi et d'opérations de sécurité dans les aéroports. Les agents du LAPD auraient eu besoin de plus de formation dans cette nouvelle fonction. À la demande de la police aéroportuaire, les agents du LAPD sont affectés, en heures supplémentaires, aux points de contrôle de sécurité dans les terminaux de l'aéroport. Cette affectation est devenue possible pour les agents du LAPD et le personnel de supervision en raison du manque de personnel de la police aéroportuaire. En 2006, le ministère déplace temporairement deux postes de police du LAPD, ceux de Hollenbeck et Harbor, vers des stations temporaires, tandis que celles existantes sont démolies et que de nouvelles sont construites sur les mêmes sites. Toujours en 2006, un objectif de longue date du département, à savoir le remplacement du Parker Center, a commence à se concrétiser, avec la démolition de l'ancien bâtiment Caltrans, au niveau de la Seconde rue et de Spring Street pour faire place à un nouveau bâtiment administratif de la police. Le département ouvre la voie à la création de deux nouveaux postes de police communautaire et au remplacement de trois anciens postes. La première pelletée de terre pour le vingtième poste de police (zone olympique) a lieu le 4 mai 2006. Pour le 21e poste (région de Topanga), les travaux débutent le 11 mai 2006.
Le poste de police de remplacement de Rampart est construit sur le site de l'ancien hôpital Central Receiving (un hôpital de police) qui était situé sur la sixième rue et la rue Valencia.
Le vingt-et-unième poste de police (région de Topanga) ouvre ses portes le 4 janvier 2009 et est formé à partir de certaines parties de la région de la vallée de l'Ouest et du Devonshire du Bureau des opérations de la vallée. Le vingtième poste de police de la région sera formé de parties des zones des postes de police de Wilshire, Hollywood et Rampart. Trois autres postes de police doivent être ajoutés au cours des dix prochaines années (2007-2016), un pour chacun des bureaux du sud, de l'ouest et du centre du département.
En 2006, le maire Antonio Villaraigosa décide d'augmenter progressivement le coût de la collecte des ordures payé par les propriétaires pour financer l'engagement d'environ 1 000 agents supplémentaires au LAPD au cours des cinq années suivantes.
Le 17 novembre 2009, Charlie Beck est assermenté par le maire Villaraigosa pour succéder à William Bratton au poste de chef du département de police de Los Angeles. Avec 32 ans d'expérience dans ce département, il est connu pour avoir commandé et réhabilité la division Rampart après le scandale Rampart. Il est remplacé, le 4 juin 2018, par Michel Moore.